# Létôon
Le Létôon (en grec ancien Λητώον / Lêtốon) est le sanctuaire antique de Léto, près de Xanthe, en Lycie, Turquie.
Léto, Artémis et Apollon y furent vénérés durant huit siècles. Les vestiges des trois temples du Létôon, avec ceux de Xanthe, ont été inscrits sur la liste du patrimoine mondial en 1988.

## Histoire
Au Sud-Ouest de l'Anatolie (aujourd'hui la Turquie) se trouve le sanctuaire principal de la déesse Létô. Le Létôon n'était pas une ville, mais un sanctuaire administré par l'ensemble des cités lyciennes dans le cadre de la confédération lycienne.
Les Lyciens, peuple dont l'origine reste mystérieuse et la langue en grande partie non déchiffrée, développèrent une civilisation originale jusqu'à la conquête d'Alexandre.
Sous la domination perse, la Lycie semble avoir gardé une certaine autonomie, même si les dynastes étaient sujets du Grand Roi. La région tomba au IVe siècle sous domination carienne (Pixodaros, roi de la Carie après Mausole, apparaît dans plusieurs inscriptions du Létôon).
Après la mort d'Alexandre, la Lycie est pendant plusieurs décennies occupée par les Ptolémées, souverains grecs d'Égypte, puis par les Rhodiens. Grâce à la protection de Rome, les Lyciens recouvrent leur indépendance au IIe siècle av. J.-C., dans le cadre de la confédération lycienne renouvelée.
Pendant l'Empire romain, le Létôon reçoit la visite d'Hadrien, pour qui on construit une salle de culte impérial en face de l'autel de Léto et des nymphes.
Après l'interdiction du culte païen (édit de Théodose, 380), les temples sont détruits, mais les constructeurs d'une petite église paléochrétienne, placée sur l'esplanade des autels, utilisent la cella du temple de Létô, probablement pour y installer un baptistère.
Il n'y a pratiquement pas de traces d'occupation du site après le VIIe siècle, époque des incursions arabes.
Pendant plusieurs siècles, cette région insalubre de la Lycie reste inoccupée, si ce n'est par les nomades installés dans les montagnes (Yürük).
Le site est visité par l'archéologue autrichien O. Benndorf en 1884, mais seul le théâtre et quelques murs sont alors visibles. Les fouilles systématiques commencent en 1962 par la mission française de Xanthe, alors sous la direction d'Henri Metzger. Les travaux se sont poursuivis à un rythme régulier depuis, sous les directions successives de Christian Le Roy, Jacques des Courtils, Didier Laroche et, depuis 2009, Laurence Cavalier.
La mission archéologique du Létôon, sous les auspices du ministère des Affaires étrangères français, poursuit aujourd'hui ses travaux, notamment pour publier les résultats des fouilles antérieures et pour améliorer la présentation du site.

## Recherches archéologiques: le sanctuaire
Le Létôon se trouve aujourd'hui à une quinzaine de kilomètres de la mer, mais celle-ci s'est éloignée au cours de l'histoire, en raison des alluvions charriées par le fleuve Xanthe tout proche. Les fouilles, gênées par la présence de la nappe phréatique, ont accédé à des niveaux d'occupation du VIIe siècle av. J.-C., mais il est probable que l'occupation du site soit plus ancienne. Il est certain que la déesse vénérée à cette époque n'était pas Létô, mais plutôt une déesse mère locale de type anatolien. Le nom de Létô n'apparaît en effet qu'au IVe siècle av. J.-C., époque où la Lycie est administrée par le dynaste Arbinas, responsable de l'hellénisation de la Lycie (son tombeau présumé, dit « Monument des Néréides », a été découvert à Xanthe, mais la majeure partie se trouve à présent au British Museum).
Une inscription retrouvée au Létôon apprend qu'après avoir consulté l'oracle de Delphes, Arbinas instaura le culte de Léto et (re-)construisit le temple.

### Le sanctuaire
Le sanctuaire se présente comme une aire rectangulaire fermée au moins sur deux côtés par des portiques, mais un théâtre au nord indique la présence d'autres édifices à proximité.
Deux accès ont pour l'instant été dégagés : à l'ouest, des propylées marquaient l'entrée processionnelle ; au nord, une poterne était reliée à la route menant vers Xanthe.

### Les trois temples: Létô, Artémis et Apollon
Au centre de cette aire, les fouilleurs ont trouvé trois temples d'époque hellénistique parallèles et tournés vers le sud.
Le premier à l'ouest, celui de Létô, renferme un édifice plus ancien (temple ?), conservé comme une relique.
Il en est de même du temple le plus à l'est, consacré à Apollon, dans la cella duquel on a trouvé les fondations d'un temple en bois très ancien. Le temple du milieu, plus petit, dédié à Artémis,  présente aussi une disposition originale : la cella est occupée par un rocher retaillé.
Des raisons, de style et de technique, incitent à dater ces trois temples du IIIe siècle av. J.-C., époque où la Lycie était sous la domination lagide (rois grecs d'Égypte, successeurs d'Alexandre).
Le temple de Létô, mieux conservé, est le mieux connu. Il s'agit d'un temple périptère ionique (6 × 11 colonnes), en calcaire marbrier, dont la cella était décorée de colonnes corinthiennes engagées.
Le temple d'Apollon était d'ordre dorique.

### La salle du culte impérial
Au sud-ouest du sanctuaire se trouve un ensemble architectural d'époque romaine, constitué d'une salle carrée ouvrant sur un portique semi-circulaire placé dans l'axe du sanctuaire des nymphes. Les nymphes étaient honorées au même titre que Létô dans ce sanctuaire, notamment près d'une niche voûtée où l'on a retrouvé de nombreuses statuettes votives.
Le grand portique, bordant un bassin, rappelait certaines dispositions semblables de la villa d'Hadrien à Tivoli.
Dans la salle carrée se trouve toujours une inscription en l'honneur d'Hadrien, autrefois surmontée d'une statue de l'empereur, dans un décor appliqué dont la restitution est en cours d'étude.

### Le théâtre
Lorsque les Lyciens, au IIe siècle av. J.-C., recouvrèrent leur indépendance grâce aux Romains, un festival (les Romaïa) fut instauré en remerciement. On date généralement de cette époque le théâtre, bien conservé.
Sa forme, en demi-cercle outrepassé, est typique des théâtres hellénistiques. La partie centrale est taillée dans le rocher. Seules les ailes étaient construites. Deux accès voûtés, munis de belles portes, correspondent au passage de la route qui, curieusement, traversait le théâtre.
La porte nord est décorée de masques. La capacité du théâtre peut être estimée à 5 000 places.
On n'a pas retrouvé le stade mentionné dans les inscriptions.

## Épigraphie
La découverte, en 1973, d'une stèle trilingue (textes rédigés en grec, lycien et araméen) a fait faire des progrès à la connaissance de la langue lycienne, mais celle-ci reste en partie indéchiffrée.
La stèle, qui porte un décret instaurant les cultes de Basileus Kaunos et Arggazuma (Arkesimas), date de l'époque de la domination carienne sur la Lycie (satrape Pixodaros, IVe siècle av. J.-C.), probablement de 338/337 av. J.-C.
Depuis sa première publication, la stèle a fait l'objet de nombreux articles, afin de préciser la date, le sens du texte lycien et le contexte politique.
L'alphabet lycien est proche de l'alphabet grec antique, mais comporte des signes spécifiques.
D'autres inscriptions en langue lycienne ont été trouvées au Létôon, dont deux bases portant des inscriptions du dynaste Arbinas. L'une d'entre elles raconte les hauts faits et gestes du roi (« il a massacré beaucoup de monde »), sa consultation de l'oracle de Delphes et la fondation d'un culte à Létô.

## Projets de la mission française
Le site du Létôon a été inscrit avec sa voisine Xanthe sur la liste du Patrimoine mondial de l'UNESCO en 1988.
À l'initiative du ministère français des Affaires étrangères, un programme de restauration (Jean-François Bernard et Didier Laroche, architectes) a été lancé en 2000 ; en 2005, une partie du temple de Létô était déjà reconstruite avec la participation active des tailleurs de pierre de la Fondation de l'Œuvre Notre-Dame, à Strasbourg. Les travaux de restauration ont concerné également le théâtre et la salle de culte impérial.
Les prochaines publications attendues concernent la céramique trouvée lors des fouilles des portiques, l'architecture des temples et le complexe monumental romain lié au culte impérial.
La direction des fouilles a été reprise entre 2011 et 2019 par une équipe turque de l'université de Başkent (Ankara).

## Accès
Le site (qui dépend de la commune de Kumluova) est facilement accessible depuis les ports de Fethiye au nord (1 heure par la route) ou de Kalkan au sud-est (45 minutes). Sur place se trouve une pension. Les hôtels les plus proches sont situés à Patara, sur le Golfe.